# Gurley (Nebraska)
Gurley is een plaats (village) in de Amerikaanse staat Nebraska, en valt bestuurlijk gezien onder Cheyenne County.

## Demografie
Bij de volkstelling in 2000 werd het aantal inwoners vastgesteld op 228. In 2006 is het aantal inwoners door het United States Census Bureau geschat op 225, een daling van 3 (-1,3%).

## Geografie
Volgens het United States Census Bureau beslaat de plaats een oppervlakte van 0,5 km², geheel bestaande uit land. Gurley ligt op ongeveer 1305 m boven zeeniveau.

## Plaatsen in de nabije omgeving
De onderstaande figuur toont nabijgelegen plaatsen in een straal van 36 km rond Gurley.